# Caro Lenssen
 (octobre 2018).
Caro Lenssen, née le 28 octobre 1983 à Amsterdam, est une actrice néerlandaise.

## Carrière
Elle est la fille de l'actrice Renée Soutendijk.

## Filmographie

### Cinéma
- 2000 : De Zwarte Meteoor : Mies
- 2001 : De Grot
- 2003 : Brush with fate : Joanna
- 2003 : Cloaca (nl) de Willem van de Sande Bakhuyzen : Laura
- 2004 : Stille Nacht (nl) de Ineke Houtman : Laura Fisher[3]
- 2004 : 06/05 (nl) de Theo van Gogh : Marije[4]
- 2005 : La Fille de Marleen Jonkman : Marie
- 2005 : Johan (nl) de Nicole van Kilsdonk : Evy[5]
- 2010 : Saint (Sint) de Dick Maas : Lisa[6]

### Téléfilms
- 1999 : Spangen (nl)
- 2000 : Hartslag[réf. souhaitée]
- 2000 : Pony Palace
- 2000 : Zoenzucht : Angelina
- 2000 : Oh Oh Den Haag
- 2000 : Het Negende Uur
- 2001 : Necrocam
- 2001 : Go
- 2002 : De Afrekening
- 2002-2005 : Meiden van De Wit (nl) : Paula van Rechteren
- 2005 : Medea (nl)
- 2005 : Kicken : Iris
- 2005 : Vuurzee (nl) : Merel Clijsters
- 2007 : Toen was geluk heel gewoon (nl) : Monique van de Ven
- 2011-2013 : Levenslied (nl) : Elske Houtsma
- 2016-2017 : Celblok H (nl) : Bodine Westerveld